# Birjis Qadir
Birjis Qadr, född 1845, död 1893, var en indisk monark..  Han var kung av Oudh (nawab av Awadh) mellan 1857 och 1858. 